# 와우주

와우 주의 위치

와우주(영어: Wau State)는 남수단 서부 바르알가잘 지방에 위치한 주로 주도는 와우이며 면적은 29,241.0km2, 인구는 431,230명(2014년 기준)이다.
2015년에 실시된 행정 구역 개편에 따라 서바르알가잘 주에서 분리되어 신설되었다. 북쪽으로는 아웨일 주, 북동쪽으로는 고그리알 주, 동쪽으로는 톤즈 주, 남쪽으로는 그부드웨 주, 서쪽으로는 롤 주와 접한다. 8개 군을 관할한다.